# Testes da língua em inglês
Existem vários exames de avaliação de proficiência em inglês para estrangeiros que pretendem ingressar em instituições de países de língua inglesa os mais reconhecidos são o TOEFL, TOEIC, IELTS e o CPE.

## Testes mais reconhecidos
- TOEFL (Test of English as a Foreign Language)
- TOEIC (Test of English for International Communication)
- IELTS (International English Language Testing System)
- CPE (Certificate of Proficiency in English), da Universidade de Cambridge

## Exigências de proficiência
Exigências de proficiência no idioma inglês pelas faculdades do exterior:
- Universidade de Strathclyde, na Escócia:
  - média de 6,5 pontos no teste IELTS - International English Language Testing System, 600 pontos no TOEFL - Test of English as a Foreign Language ou 250 pontos no TOEFL computer-based;
- Austrália pelo programa Internship:
  - nota 550 no Toefl ou 6 no IELTS